# Арінна
Арінна (хетт. Arinna, досл. «Джерело») — священне місто хетів, головний культовий центр солярної богині, відомої як d UTU URU Arinna «сонячна богиня Арінни», Арінніті. Розташовувалася неподалік Хаттуси, столиці Хетського царства.
Назва міста зазвичай трактується як лувійська, зі значенням «джерело». Слово вважається індоєвропейським за походженням та порівнюється з д.-інд. riṇáti, гот. rinno «потік», рос. ринуться. Якщо це так, то воно відноситься до кореня Arn і входить в ареал «давньоєвропейської» гідронімії. Згідно з іншою точкою зору топонім — хуррітський, доіндоєвропейського походження, і порівнюється з удинск. ор-еїн «джерело».